# Adem
Adem je moško osebno ime.

## Izvor imena
Ime Adem je različica moškega osebnega imena Adam.

## Pogostost imena
Po podatkih Statističnega urada Republike Slovenije je bilo na dan 31. decembra 2007 v Sloveniji število moških oseb z imenom Adem: 278.

## Osebni praznik
Osebe z imenom Adem lahko godujejo takrat kot osebe z imenom Adam.